# アルフォンス・ミスレル
アルフォンス・ミスレル（Alphonse Mistler、1873年2月5日 - 1953年）は、フランスのアルザス地方のタネンキルシュに生まれ、日本国籍に帰化した後、横浜市で死去した、フランス出身の司祭、教師。
エスペラントの日本への伝来の主要な3つのルートのひとつとされる「フランス・ルート」の起点となったエスペランティストである。
1892年にマリア会に入会して修道士となり、兄の紹介でルドヴィコ・ザメンホフの知り合ってエスペラントに触れ、文法を2時間で理解したという。1893年に長崎に来日し、1933年まで当地に滞在した。1902年には、外国語新聞『Press Nagasaki』に、エスペラントについて寄稿し、これが日本におけるエスペラントへの最初の言及であったとすることが定説となっている。
1903年からは海星商業学校（後の海星中学校）で物理と化学の教師を務め、エスペラントを教えもした。1906年6月14日には、帰化により日本国籍を取得した。日本名は光照三郎（みつてる さぶろう）と名乗ったという。同年9月に、東京の暁星中学校（後の暁星中学校・高等学校）に転じ、1913年に長崎に戻って再び海星中学校に勤めた。
その後、1934年に横浜へ移り、山手のセント・ジョセフ・カレッジでフランス語を教えた。また、1940年ころには、大阪府の明星商業学校（後の明星中学校・高等学校）でフランス語を教えたとする記録もある。
『Enciklopedio de Esperanto（エスペラント百科事典）』の記述によれば、彼は優しく、控えめで、真面目な人物であったという。
墓は横浜外国人墓地にある。

## 関連文献
- 深堀義文、勝田基平、盛脇保昌、島田素直『117年間のラブレター 長崎とエスペラント』日本エスペラント協会、2010年、158頁。ISBN 9784888870672。